# ورا کروز، ریو گرانده جنوبی
ورا کروز (به پرتغالی: Vera Cruz) یک شهرستان در برزیل است که در ریو گرانده جنوبی واقع شده‌است. ورا کروز ۲۳٬۰۰۴ نفر جمعیت دارد.